# Collective Consciousness Society
Die Collective Consciousness Society, meist C.C.S. abgekürzt, war eine reine Studio-Big-Band, die 1970 von Alexis Korner gegründet wurde.

## Geschichte
Wichtige Mitglieder waren neben Korner der dänische Sänger Peter Thorup und der Komponist John Cameron, der Piano spielte. Produzent war Mickie Most. Die Rhythmusgruppe bestand aus Alan Parker an der Gitarre, Spike Heatley am Kontrabass und Herbie Flowers am E-Bass, Tony Carr und Barry Morgan als Schlagzeuger und Bill Le Sage als Perkussionist. Weitere Mitglieder waren die Blechbläser Harry Beckett, Henry Lowther, Kenny Wheeler, Les Condon, Greg Bowen, Don Lusher und Bill Geldard sowie die Saxophonisten und Flötisten Ronnie Ross, Harold McNair, Danny Moss, Peter King, Tony Coe bzw. Ray Warleigh.
Auf dem britischen RAK-Label veröffentlichten sie 1970 ihre erste Hitsingle, eine Instrumentalversion von Led Zeppelins Whole Lotta Love, die für die englische TV-Show „Top of the Pops“ als Titelthema verwendet wurde.
Obwohl es ein reines Studioprojekt war, konnte es sich der Livemusiker Alexis Korner nicht nehmen lassen, einmal mit dieser Formation live zu spielen. Daher gab es 1971 einen Auftritt im Marquee Club, der auch mitgeschnitten wurde, aber bis heute unveröffentlicht ist.
Nach ein paar Hitparadenerfolgen, wie Walking und Tap Turns on the Water, und der Einspielung von drei Langspielplatten, deren gesamtes Material in nur zwei Sessions aufgenommen wurde, löste sich die Gruppe 1973 wieder auf.
Nach C.C.S. gründeten Korner und Thorup zusammen die Band Snape, mit der sie zwei Alben veröffentlichten.

## Diskografie

### Alben
- C.C.S. – RAK 1970 (als C.C.S. 1st bekannt)
- C.C.S. – RAK 1972 (als C.C.S. 2nd bekannt)
- The Best Band in the Land – RAK 1973
- Best of C.C.S. – RAK 1977
- Whole Lotta Love – EMI 1991
- A’s B’s & Rarities – EMI/RAK 2004

### Singles
- Whole Lotta Love – 1970
- Walking – 1971
- Tap Turns on the Water – 1971
- Brother – 1972
- Sixteen Tons – 1973
- The Band Played the Boogie – 1973
- Hurricane Coming – 1974